# Literatura proletaria en Japón
La literatura proletaria en Japón se caracteriza por el sofisticado contenido textual de los gráficos políticos de entreguerras, que es un recordatorio del hecho de que en esta fecha la población japonesa en su conjunto estaba alfabetizada. 

## Publicación en periódicos
La mayoría de las publicaciones periódicas asociadas con los partidos y sindicatos de izquierda fueron de corta duración: la censura gubernamental y la represión absoluta, junto con las luchas internas de la organización generalmente las hicieron. Sin embargo, algunos sobrevivieron lo suficiente como para tener impacto. Además, fueron complementados y reforzados por otro nuevo género de protesta radical que surgió de la agitación social y económica de estos años, la literatura proletaria.

## Literatura proletaria
La literatura proletaria constituyó casi la mitad de las páginas de las dos revistas más grandes del período de entreguerras, Chūō Kōron (Revisión central) y Kaizō (Reconstrucción), además de los dos periódicos izquierdistas más exitosos, Bungei Sensen (Frente literario) y Senki (Bandera de batalla). Escritores tan diversos como Kyūsaku Yumeno, Umehara Hokumei, Fumiko Hayashi y Ryūtanji Yū publicaron obras literarias que reflejaban la preocupación por los "detalles de la vida cotidiana bajo el capitalismo" y explotaron los problemas asociados con la industrialización, la modernización y la urbanización.
La consolidación de tres organizaciones afiliadas, la Alianza de Artistas Proletarios de Japón (Nihon Proletaria Geijutsu Renmei), la Alianza de Trabajadores-Agricultores (Rōnō Geijutsuka Renmei) y la Unión de Artistas de Vanguardia (Zenei Geijutsuka Dōmei) en la Federación Proletaria de Arte de todo Japón (Zen Nihon Musansha Geijutsu Renmei) en 1928 realzó el éxito de publicación de los escritores más famosos del movimiento, Kobayashi Takiji y Tokunaga Sunao. En 1928 y 1929, la nueva revista de la federación Senki serializó dos de las obras más famosas de Kobayashi. 
La primera, titulada "15 de marzo de 1928" y publicada en los números de noviembre y diciembre de ese año, trató de la tortura de la policía después de una redada draconiana de socialistas y comunistas por la Policía Superior Especial del Ministerio del Interior (Tokubetsu Kōtō Keisatsu, comúnmente abreviado Tokkō). En mayo y junio del año siguiente, Senki publicó Kanikōsen (El pesquero) del escritor Takiji Kobayashi, que se centró en los trabajadores que tratan de formar un sindicato en la industria pesquera, esta novela provocativa fue adaptada como una representación teatral ese mismo año. En 1929, Senki también serializó la novela más famosa de Sunao Tokunaga, La calle sin el sol (Taiyō no nai Machi), que se centró en los trabajadores que luchan por sus derechos y fue adaptado rápidamente como presentación de etapa.